# Mind
Mind (читается майнд; с англ. — «ум, разум, рассудок») — британский рецензируемый научный журнал по аналитической философии. Первоначально институционально относился к Йоркскому университету, в настоящее время издаётся Издательством Оксфордского университета.

## История и профиль
Основан в 1876 году шотландским философом Александром Бэном совместно с его бывшим студентом и коллегой Джорджем Крумом Робертсоном, выступавшим главным редактором. После смерти Робертсона в 1891 году редакцию возглавил Джордж Стаут, начавший «новую серию». В настоящее время редактор — Томас Болдуин.
Изначально журнал был посвящён вопросу, может ли психология стать полноценной естественной наукой. В первом выпуске Робертсон писал:

«Сегодня, если бы был журнал, который бы посвятил себя записи всех достижений в психологии и поощрял специальные исследования готовностью опубликовать их, неопределенность, висящая над субъектом, не могла бы не быть развеяна. Либо психология вовремя найдет общее согласие с компанией наук, или пустота её притязаний будет ясно показана. Фактически, публикация Mind направлена ни на что иное, чем на решение этого вопроса как на научное установление психологии».
В журнале публиковались известные учёные такие, как Чарльз Дарвин, Джон Эллис Мак-Таггарт и Ноам Хомский. Тремя самыми известными публикациями, пожалуй, являются «Что черепаха сказала Ахиллесу» (1895) Льюиса Кэрролла, «Об обозначении» (1905) Бертрана Рассела и «Вычислительные машины и разум» (1950) Алана Тьюринга, в которой он впервые предложил тест Тьюринга.

## Главные редакторы
- 1876—1891: Джордж Крум Робертсон[англ.]
- 1891—1920: Джордж Стаут[англ.]
- 1921—1947: Джорж Эдвард Мур
- 1947—1972: Гилберт Райл
- 1972—1984: Дэвид Хэмлин[англ.]
- 1984—1990: Саймон Блекбёрн[англ.]
- 1990—2000: Марк Сэйнсбери[англ.]
- 2000—2005: Майкл Мартин
- 2005—2015: Томас Болдуин[англ.]
- 2015— : Эдриан Уильям Мур[англ.] и Люси О’Брайен

## Другие важные статьи
конец XIX века
- «Биографический очерк о младенце» (1877) — Чарльз Дарвин;
- «Что такое эмоция?» (1884) — Уильям Джеймс;

начало XX века
- «Опровержение идеализма» (1903) — Джорж Эдвард Мур;
- «Нереальность времени[англ.]» (1908) — Джон Эллис Мак-Таггарт;
- «Основывается ли моральная философия на ошибке?» (1912) — Гарольд Артур Причард[англ.];

середина XX века
- «Эмоциональное значение этических терминов» (1937) — Чарльз Лесли Стивенсон[англ.];
- «Исследования в логике подтверждений» (1945) — Карл Густав Гемпель;
- «Условность противо-факта» (1946) — Родерик М. Чисхолм[англ.];
- «О значении» (1950) — Петер Фредерик Стросон;
- «Деонтическая логика» (1951) — Георг Хенрик фон Вригт;
- «Тождественность неразличимого» (1952) — Макс Блэк;
- «Зло и всемогущество» (1955) — Джон Лэсли Маки[англ.];
- «Собственные имена» (1958) — Джон Сёрль;

конец XX века
- «О смысле и значении имени собственного» (1977) — Джон Макдауэлл[англ.];
- «Фодоровский гид по ментальным представлениям» (1985) — Джерри Фодор;
- «Теория мотивации Юма» (1987) — Майкл Смит[англ.];
- «Можем ли мы решить проблему сознание-тело?» (1989) — Колин Макгинн[англ.];
- «Опыт сознания» (1993) — Фред Дретске[англ.];
- «Язык и природа» (1995) — Ноам Хомский.